# Przymusowe lądowanie (film)
Przymusowe lądowanie (fr. Débarquement immédiat !) – francuski film komediowy z 2016 roku w reżyserii Philippe’a de Chauverona.

## Fabuła
José Fernandez służy jako policjant w straży granicznej, gdzie jego partnerem jest Guy Berthier i razem dokonują deportacji nielegalnych imigrantów do krajów ich pochodzenia. Pewnego dnia przełożony informuje Fernandeza o zgodzie na przeniesienie go do wydziału kryminalnego oraz zleca mu wykonanie ostatniego zadania: deportacji Massouda Karzaoui – Afgańczyka utrzymującego, iż padł ofiarą pomyłki sądowej i w rzeczywistości jest Algierczykiem, pragnącym wrócić do swojego kraju.
W wyniku szalejącej burzy samolot lecący do Kabulu ze względu na problemy techniczne ląduje awaryjnie na Malcie, gdzie Karzaoui oraz eskortujący go policjanci zmuszeni są czekać na nowy lot..

## Obsada
- Ary Abittan jako José Fernandez
- Medi Sadoun jako Massoud Karzaoui / Hakim Aïd-Ben-Fouss
- Cyril Lecomte jako Guy Berthier
- Slimane Dazi jako Walid
- Reem Kherici jako Maria Carasco
- Loïc Legendre jako Lefèvre, kapitan samolotu
- Félix Bossuet jako Antoine, syn Marii
- Edgar Givry jako Mercier, przełożony Fernandeza i Berthiera
- Marc Arnaud jako steward
- Mario Opinato jako komendant obozu na Lampedusie
- Patson jako Alain Traoré
- Djinda Kane jako Claudia, stewardesa
- Herrade von Meier jako Julie, stewardesa

## Produkcja
Zdjęcia kręcono we Francji (Paryż) i na Malcie (Valletta).

## Odsyłacze zewnętrzne
- Oficjalny europejski box-office filmu w bazie Lumière
- Przymusowe lądowanie w bazie IMDb (ang.)
- Przymusowe lądowanie w bazie Filmweb